# David Tennant
David Tennant (geboren als David John McDonald) (Bathgate (West Lothian), 18 april 1971) is een Schots televisie-, film- en theateracteur.

## Rollen
Tennant is bekend geworden door zijn rol als The Doctor in de Britse sciencefictionserie Doctor Who. Eerder was hij ook te zien in de titelrol van Casanova van BBC Three, als D.I. Carlisle in Blackpool en als Barty Crouch Junior (Barto Krenck Jr.) in de vierde Harry Potter-film, Harry Potter and the Goblet of Fire. Van 2013 tot 2017 speelde Tennant de rol van Alec Hardy in de detectiveserie Broadchurch. In 2020 speelde hij de hoofdrol in de miniserie Deadwater Fell. Speelt ook in de Amazon-serie "Good Omens".

## Privéleven
Tennant heeft zijn eigen collectie van dvd's van Doctor Who die hij verzamelt. Al van kleins af aan is hij een groot liefhebber van Doctor Who. Hij heeft zijn agent mede daarom gevraagd voor een auditie voor Doctor Who. Door zijn huwelijk met actrice Georgia Moffett is Tennant de schoonzoon van acteur Peter Davison, die van 1980-1984 de vijfde incarnatie van de Doctor was en tevens van 1978-1980, 1988-1990 en de kerstspecials 1983, 1985 en 1990 de rol van Tristan Farnon speelde in de, ook in Nederland en België (Vlaanderen) uitgezonden, enorm populaire televisieserie All Creatures Great and Small.

## Film- en tv-rollen
- Ahsoka (serie, 2023) - Huyang (stem)
- Inside Man  (series 2022) - Harry (Vicar)
- Chip 'n Dale: Rescue Rangers (2022) - Scrooge McDuck (stem)
- Around the World in 80 Days (8 tv-afl., 2021) - Phileas Fogg
- DES (Mini-serie 3 afl., 2020) - Dennis Nilsen
- Good Omens (serie, 12 afl., 2019 & 2023) - Crowley
- Mary Queen of Scots (2018) - John Knox
- Bad Samaritan (2018) - Cale Erendreich
- Ducktales (tv-serie, 2017) - Scrooge McDuck (stem)
- Ferdinand (2017) - Angus (stem)
- Marvel's Jessica Jones (13 tv-afl., 2015-2019) - Kilgrave
- What We Did on Our Holiday (2014) - Doug
- The Escape Artist (3 tv-afl., 2013) - Will Burton
- Broadchurch (24 tv-afl., 2013-2017) - DI Alec Hardy
- Spies of Warsaw (4 tv-afl., 2013) - Jean-François Mercier
- Star Wars: The Clone Wars (3 tv-afl., 2013) - Professor Huyang (stem)
- The Pirates! Band of Misfits (2012) - Charles Darwin (stem)
- Earthflight (2011) - commentaarstem
- Much Ado About Nothing (2011) - Benedick
- Fright Night (2011) - Peter Vincent
- United (2011) - Jimmy Murphy
- Single Father (2010) - Dave Tiler
- How to Train Your Dragon (2010) - Spitelout (stem)
- Doctor Who (48 tv-afl., 2005-2010, 2013) - The Doctor
- Glorious 39 (2009) - Hector
- Einstein and Eddington (tv, 2008) - Arthur Eddington
- Learners (tv, 2007) - Chris
- Dead Ringers (1 tv-afl., 2007)
- Episode #7.6 (tv, 2007) - Tony Blair
- The Catherine Tate Show (1 tv-afl., 2007) - Mr. Logan
- Recovery (tv, 2007) - Alan Hamilton
- The Chatterley Affair (tv, 2006) - Richard Hoggart
- The Romantics (tv, 2006) - Jean-Jacques Rousseau
- Secret Smile (tv, 2005) - Brendan Block
- Harry Potter and the Goblet of Fire (2005) - Barty Crouch Junior (Barto Krenck Jr.)
- The Quatermass Experiment (tv, 2005) - Doctor Gordon Briscoe
- Casanova (3 tv-afl., 2005) - Casanova
- Blackpool (6 tv-afl., 2004) - D.I. Peter Carlisle
- Traffic Warden (2004) - Traffic Warden
- He Knew He Was Right (tv-miniserie, 2004) - Mr. Gibson
- The Deputy (tv, 2004) - Christopher Williams
- Old Street (2004) - Mr Watson
- Spine Chillers (1 tv-afl., 2003) - Dr. Krull
- Bright Young Things (2003) - Ginger Littlejohn
- Posh Nosh (2 tv-afl., 2003) - Jose-Luis / Piers
- Trust (1 tv-afl., 2003) - Gavin MacEwan
- Nine 1/2 Minutes (2002) - Charlie
- Foyle's War (1 tv-afl., 2002) - Theo Howard
- People Like Us (1 tv-afl., 2001) - Rob Harker
- Sweetnightgoodheart (2001) - Pete
- Randall & Hopkirk (Deceased) (1 tv-afl., 2000) - Gordon Stylus
- Being Considered (2000) - Larry
- The Mrs. Bradley Mysteries (1 tv-afl., 2000) - Max Valentine
- Love in the 21st Century (1 tv-afl., 1999) - John
- The Last September (1999) - Kapitein Gerald Colthurst
- L.A. Without a Map (1998) - Richard
- Duck Patrol (7 tv-afl., 1998) - Simon 'Darwin' Brown
- Bite (1997) - Alistair Galbraith
- Jude (1996)
- A Mug's Game (tv, 1996) - Gavin
- The Bill (1 tv-afl., 1995) - Steven Clemens
- The Tales of Para Handy (1 tv-afl., 1995) - John MacBryde
- Takin' Over the Asylum (6 tv-afl., 1994) - Campbell
- Rab C. Nesbitt (1 tv-afl., 1993) - Davina
- Dramarama (1 tv-afl., 1988) - Neil McDonald
- Des (miniserie tv. 3 afl. 2020) - Dennis Nilsen

## Prijzen
- 2006-2010: The National Television Awards, Most Popular Drama for Doctor Who.
- 2006: Doctor Who Magazine Readers Survey, Best Actor to Play the Doctor.
- 2006: Radio Times Review of the Year, TV Moment of the Year (Doctor Who: Doomsday Finale).
- 2007: BBC Drama Awards, Best Actor.
- 2007: UKTV Drama Doctor Who Award, Best Doctor Ever.
- 2007: SFX Sci Fi Awards, Sexiest Male.
- 2013: Daytime Emmy Award, Outstanding Performer in an Animated Program.
- 2015: The National Television Awards, Special recognition award.